# Гранадский собор
Гранадский собор (исп. La Santa Iglesia Catedral Metropolitana de la Encarnación de Granada) — кафедральный собор в андалусской Гранаде.
Строительство собора началось в 1518 году после освобождения города от Насридов в 1492 году в медине города на месте мечети. Строительство продолжалось около 200 лет; в нём принимали свой участие такие архитекторы и скульпторы, как Энрике Эгас, Диего де Силоэ, Алонсо Кано. Расписывали собор Эль Греко и Хосе де Рибера. В 1706 году Франсиско де Уртадо Искьердо и Хосе Бада построили часовню собора. Длина помещения составляет собора — 67 м, высота нефов — 30 м, купола — 45 м. В интерьере преобладают белый и золотой цвета.
К зданию собора примыкает Королевская капелла — усыпальница католических монархов. Это старейшая часть собора, построенная в 1505—1506 годах Энрике Эгасом.
Собор в Гранаде — памятник освобождения города от мавров. Строившееся на протяжении почти двух столетий здание сочетает в себе несколько архитектурных стилей — поздней готики, рококо, классицизма.